# Celonites rugiceps
Celonites rugiceps är en stekelart som beskrevs av Gottlieb Wilhelm Bischoff 1928. Celonites rugiceps ingår i släktet Celonites och familjen Masaridae. Inga underarter finns listade.